# Misogi
 (juillet 2009).
Si vous disposez d'ouvrages ou d'articles de référence ou si vous connaissez des sites web de qualité traitant du thème abordé ici, merci de compléter l'article en donnant les références utiles à sa vérifiabilité et en les liant à la section « Notes et références ».
Misogi (禊) est une pratique shinto dont le but est la purification des kegare (« impuretés ») par une chute d'eau ou un cours d'eau. Pour la traduction en français de misogi, on peut retenir « ablution » (terme le plus couramment donné par les dictionnaires) ou « lustration », terme moins connu qui signifie « purification rituelle ».

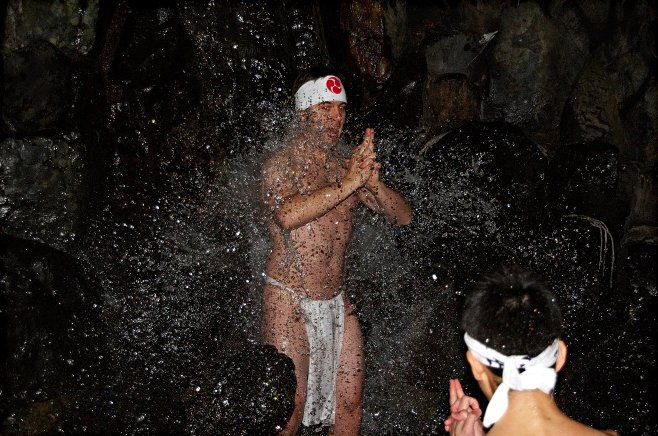
Misogi au Tsubaki-jinja.

Avant de faire le misogi, les personnes doivent passer par des séances de purification préliminaires. Les femmes doivent se vêtir d'un kimono blanc et d'un voile. Les hommes mettent un vêtement léger que l'on nomme fundoshi et un linge sur la tête. Ensuite, ils commencent « à secouer l'âme » en faisant rebondir leurs mains sur leur estomac pour être conscient de leur âme (tama). Puis ils commencent à s'échauffer par des mouvements callisthéniques comme celui nommé tori fune (« bateau-oiseau ») En suivant le meneur, les personnes crient des évocations qui activent l'âme, qui affirment le potentiel de chacun afin de se réaliser, de se lier à son âme, et l'unification des gens avec les kamis (esprits divins).

## Lieux
On trouve le puits Sen shin tei misogi au quartier général de la Société du ki (氣の研究会, Ki no kenkyūkai) au Japon, où les personnes peuvent pratiquer le misogi sous l'eau froide avant le lever du soleil. Au sanctuaire Tsubaki, dans la préfecture de Mie, le misogi est pratiqué sous des chutes d'eau le matin et l'après-midi.
Plus généralement, la rivière où l'on pratique le misogi est appelée misogi-gawa (禊川). Ce mot signifie « rivière où l'on pratique des lustrations », et est utilisé en tant que kigo dans la poésie japonaise.